# Égleny
Égleny – miejscowość i gmina we Francji, w regionie Burgundia-Franche-Comté, w departamencie Yonne.
Według danych na rok 1990 gminę zamieszkiwało 370 osób, a gęstość zaludnienia wynosiła 46 osób/km² (wśród 2044 gmin Burgundii Égleny plasuje się na 553. miejscu pod względem liczby ludności, natomiast pod względem powierzchni na miejscu 1045.).